# Чолнт
Чолнт или чулнт (от идиш טשאָלנט‎ чо/улнт; на западном диалекте идиш שאלעט‎ шалет), также хамин (от ивр. חם‎, «хам» — «горячий»), — традиционное еврейское субботнее горячее блюдо, то есть блюдо на Шаббат, приготовленное из мяса, овощей, крупы и фасоли. Сефарды также обычно кладут поверх чолнта цельные яйца в скорлупе, называемые хаминадос.
Слово чолнт/чулнт предположительно провансальского происхождения, как и значительный слой средневековой религиозной лексики идиша.
Идея чолнта заключается в приготовлении горячего блюда при соблюдении религиозного запрета на разжигание в Шаббат огня.
Чолнт готовится в горшке. Ставится в печь в пятницу накануне наступления субботы и томится до следующего дня. В новое время, когда традиционных русских и литовских печей почти не осталось, применяют другие способы приготовления, стараясь достичь правильного вкуса.
В еврейских местечках чолнт часто не готовили дома, а относили в местную пекарню и ставили в остывающую печь.
Это еврейское блюдо под названием човлент стало обыденной пищей также для жителей Закарпатья (Украина), и готовят его практически в каждой семье. Изобретательные закарпатцы позаимствовали это блюдо у евреев (какой-то период времени в Ужгороде проживало примерно 30 %, а в Мукачеве — почти 50 % евреев ашкеназов), но внесли в него свои коррективы. Используется любое мясо и обязательно добавляется острый перец (эта практика была позаимствована у венгров).
Чолнт дал повод для большого количества идиом и пословиц в еврейском языке идише — например: «С ним только чолнт есть» — означает негодного человека или того, которого не хотят принять в компанию, «Жизнь, как чолнт — что положишь, то и будешь кушать».